# Rhytidoidea
Super-famille
Les Rhytidoidea sont une super-famille de mollusques gastéropodes pulmonés terrestres de l'infra-ordre des Rhytidoidei (ordre  des Stylommatophora).

## Liste des familles
Selon World Register of Marine Species (24 décembre 2024) :
- Acavidae Pilsbry, 1895
- Caryodidae Connolly, 1915
- Clavatoridae Thiele, 1926
- Dorcasiidae Connolly, 1915
- Macrocyclidae Thiele, 1926
- Megomphicidae H. B. Baker, 1930
- Odontostomidae Pilsbry & Vanatta, 1898
- Rhytididae Pilsbry, 1893
- Strophocheilidae Pilsbry, 1902
- †Vidaliellidae H. Nordsieck, 1986

## Systématique
La super-famille des Rhytidoidea a été créée en 1893 par Henry Augustus Pilsbry (1862-1957).
Rhytidoidea a pour synonyme la super-famille des Acavoidea Pilsbry, 1895 que le WoRMS considère comme invalide.